# Midnight Daddies
Midnight Daddies est un film américain pré-Code réalisé par Mack Sennett, sorti en 1929.

## Fiche technique
- Réalisation : Mack Sennett
- Scénario : Hampton Del Ruth, Harry McCoy, Earle Rodney, John A. Waldron
- Producteur : Mack Sennett
- Photographie : John W. Boyle
- Montage : William Hornbeck
- Production : Mack Sennett Comedies
- Genre : Comédie[1]
- Distributeur : Sono Art-World Wide Pictures
- Durée : 60 minutes
- Date de sortie : 3 août 1929

## Distribution
- Andy Clyde : Wilbur Louder
- Harry Gribbon : Charlie Mason
- Rosemary Theby : Mrs. Wilbur Louder
- Addie McPhail : Trixie - Charlie's Sweetheart
- Alma Bennett : Camille McNab - Vamp
- Jack Cooper : Lord Rumsberry - Modiste Shop Owner
- Kathrin Clare Ward : Wilbur's Mother-in-law
- Vernon Dent : Baron von Twiddlebaum - Designer
- George Gray : Everett
- Anna Dodge : 1st Bridge Player
- Sunshine Hart : 2nd Bridge Player
- Wade Boteler : Bridge Kibitzer
- Mary Mayberry : Cigarette Girl
- Iris Adrian : Model
- Billy Gilbert (non crédité)